# Všestarská cibule
Všestarská cibule byla v roce 2008 Evropskou komisí zařazena na seznam zboží s chráněným označením původu a chráněným zeměpisným označením. Pěstuje se ve Všestarech a dalších jedenácti obcích na Královéhradecku. Zápis do českého rejstříku označení původu je ze 14. února 2002 a má číslo 181.
Musí mít žlutozlatou slupku (nikoli hnědou) a bílou až nazelenalou barvu dužiny. Je velmi bohatá na železo (přibližně o 25% více než obvyklé druhy) a především vitamin B3 (niacin, kterého je přibližně dvojnásobné množství než u obvyklých druhů), zároveň absencí, respektive nízkými hodnotami škodlivých látek. Má sladkou, štiplavou vůni. Výživové vlastnosti jsou dané tamními klimatickými a půdními podmínkami, které jsou záhřevné, hluboké, teplé, nevysychavé, bohaté na humus a živiny, s neutrální pH reakcí. Zdejší pole leží v širokém údolí otevřeném směrem k jihu, ve kterém jsou bohaté vrstvy naplavené sprašové půdy z řeky Labe. Základní předností Všestarské cibule je její značná nezávislost na výkyvech měsíčních či ročních srážek. Nedostatek srážek se neprojeví ani na kvalitě ani na kvantitě vypěstované cibule.

## Historie
Historie velkoplošného pěstování Všestarské cibule začíná v roce 1964 z podnětu vedení tehdejšího družstva, s přihlédnutím k vysoké úrodnosti zdejší půdy a plně vyhovující nadmořské výšce. Byly vybudovány moderní závlahy podél Labe a zavedly se postupy šetrné k půdě a životnímu prostředí. Dnešním ústředním pěstitelem je Zemědělské družstvo ve Všestarech, které téměř každoročně zvyšuje osevní plochy. V roce 2012 bylo oseto 187,5 hektarů zemědělské půdy (tj. přibližně desetina na níž se cibule pěstuje v České republice a dvojnásobek plochy v porovnáním s rokem 2004).

## Ocenění v České republice
Odrůda Festival byla v roce 2002 na výstavě ovoce, zeleniny a školkařských výpěstků HORTKOMPLEX OLOMOUC oceněna 1. místem, jako nejlepší výpěstek roku.

## Pěstování
Sazečky se sázejí z jara (dle podmínek začátkem května či koncem února). Sklízení probíhá od konce srpna do října. Cibule se vyoře na řádky a zároveň při sklizni oseká, nechá se na poli zaschnout přibližně jeden týden. Následně se odváží do speciálních hal ke skladování při teplotě 15 °C případně dalšímu osoušení. Moderní sklad cibule umožňuje skladování po dobu desíti měsíců bez vlivu na kvalitu cibule.

## Pěstované odrůdy[1]
Radar, Armstrong (sladší odrůda), Hyskin, Sedona, Hybelle, Sturon, Baldito (štiplavější odrůda), Narvito, Canto, Takmar, Takstar, Wellington, Viktory, Profit, Festival.